# Albin Skoda
Albin Michael Johann Skoda (né le 29 septembre 1909 à Vienne, mort le 22 septembre 1961 dans la même ville) est un acteur autrichien.

## Biographie
Ce fils d'un propriétaire de café apparaît devant le public dans le café de son père et en 1918 reçoit un contrat pour des rôles d'enfants au Burgtheater, où il fait ses débuts dans Der Biberpelz. Son oncle Carl Skoda (1884-1918) est également acteur au Burgtheater de 1913 à sa mort. Il étudie à l'Académie de musique et des arts du spectacle de Vienne, notamment auprès d'Alexander Moissi.
De 1924 à 1928, il est élève au Volkstheater, où il fait ses débuts en 1924 en tant que Ferdinand dans Cabale et Amour. Il joue à Sankt Pölten la saison 1928-1929, à Ústí nad Labem de 1929 à 1931, au Théâtre Thalia de Hambourg de 1931 à 1933, en 1933 au Neues Schauspielhaus de Königsberg, de 1933 à 1934 au Staatstheater am Gärtnerplatz de Munich et de 1934 à 1945 au Deutsches Theater de Berlin sous la direction de Heinz Hilpert. À partir de 1938, on peut le au Theater in der Josefstadt à Vienne.
Le Kammerschauspieler Albin Skoda joue des rôles dans la littérature mondiale classique et moderne au Burgtheater de Vienne à partir de 1946 et y est membre honoraire jusqu'à sa mort.
Les grandes soirées de récitation de Skoda Die berühmte Stimme à Vienne, au cours desquelles il fait connaître des grandes ballades allemandes et des œuvres de Josef Weinheber et Franz Karl Ginzkey, sont un succès. Elles font l'objet de disques phonographiques.
Albin Skoda meurt peu de temps avant son 52e anniversaire d'un accident vasculaire cérébral à Vienne. Il est enterré dans une tombe d'honneur au cimetière central de Vienne (groupe 32 C, numéro 23).
Dix ans après sa mort, en 1971, sa femme, Margarethe Skoda, fait don de l'anneau d'Albin Skoda au meilleur orateur germanophone. En 1987, il est inclus dans la dénomination de Skodagasse à Vienne-Josefstadt ; la rue est nommée à l'origine en 1881 en l'honneur du médecin Joseph Škoda.

## Filmographie
- 1934 : Liebe, Tod und Teufel
- 1948 : La Reine de la route
- 1950 : Erzherzog Johanns große Liebe
- 1951 : Frühling auf dem Eis
- 1951 : Der schweigende Mund (de)
- 1954 : La Fin d'Hitler
- 1955 : Götz von Berlichingen
- 1955 : Mozart
- 1956 : Wilhelm Tell
- 1957 : Maria Stuart (TV)
- 1959 : Die schöne Galathée (TV)
- 1960 : Don Carlos
- 1961 : Donadieu (TV)
- 1961 : Urfaust (TV)
- 1961 : Die Jakobsleiter (TV)